# Fantasies & Delusions
Fantasies & Delusions je trinajsti in zadnji studijski album Billyja Joela in prvi njegov album klasične glasbe, ki je izšel leta 2001. Skladbe je izvedel Richard Joo. Album je bil prvotno posnet v studiu Cove City Sound Studios s pomočjo Billa Zampina in Richieja Cannate. Album je bil nato ponovno posnet na Dunaju.
Fantasies & Delusions je Joelov 19. album, ki se je uvrstil na lestvico Billboard 200, kjer je oktobra 2001 dosegel 83. mesto.

## Seznam skladb
Vse skladbe je napisal Billy Joel.
| Št. | Naslov                                                    | Dolžina |
| --- | --------------------------------------------------------- | ------- |
| 1.  | „Opus 3. Reverie ("Villa d'Este")‟                        | 9:31    |
| 2.  | „Opus 2. Waltz # 1 ("Nunley's Carousel")‟                 | 6:58    |
| 3.  | „Opus 7. Aria ("Grand Canal")‟                            | 11:08   |
| 4.  | „Opus 6. Invention in C Minor‟                            | 1:04    |
| 5.  | „Opus 1. Soliloquy ("On a Separation")‟                   | 11:26   |
| 6.  | „Opus 8. Suite for Piano ("Star-Crossed"): I. Innamorato‟ | 7:46    |
| 7.  | „Opus 8. Suite for Piano ("Star-Crossed"): II. Sorbetto‟  | 1:30    |
| 8.  | „Opus 8. Suite for Piano ("Star-Crossed"): III. Delusion‟ | 3:37    |
| 9.  | „Opus 5. Waltz # 2 ("Steinway Hall")‟                     | 7:00    |
| 10. | „Opus 9. Waltz # 3 ("For Lola")‟                          | 3:28    |
| 11. | „Opus 4. Fantasy ("Film Noir")‟                           | 8:56    |
| 12. | „Opus 10. Air ("Dublinesque")‟                            | 3:46    |

## Symphonic Fantasies
Leta 2003 je pianist Jeffrey Biegel Joelu predlagal stvaritev klavirskega koncerta. Joel je nato Bieglu predlagal, naj sam ustvari klavirski koncert iz skladb z albuma Fantasies and Delusions. Biegel je nato napisal koncert, pri katerem je uporabil štiri Joelove skladbe: »Fantasy (Film Noir)«, »Sorbetto«, »Reverie (Villa d'Este)« in »Nunley's Carousel Waltz«. Potem ko je Biegel napisal koncert, je skladatelj Philip Keveren napisal še orkestralne dele. Kompozicija »Symphonic Fantasies for Piano and Orchestra« je bila krstno izvajana 24. junija 2006 v mestu Greensboro v Severni Karolini. Biegel je bil pianist, spremljal pa ga je orkester Eastern Philharmonic Orchestra, pod vodstvom dirigenta Stuarta Maline.